# نگرو هد سنتر (آرکانزاس)
نگرو هد سنتر (به انگلیسی: Negro Head Corner) یک منطقهٔ مسکونی در ایالات متحده آمریکا است که در شهرستان وودراف، آرکانزاس واقع شده‌است. نگرو هد سنتر ۶۶٫۱۴ متر بالاتر از سطح دریا واقع شده‌است.